# 481 a.C.

## Eventos
- Espúrio Fúrio Medulino Fuso e Cesão Fábio Vibulano, pela segunda vez, cônsules romanos.